# Верещаки (Могилёвская область)
Верещаки (бел. Верашчакі) — упразднённый сельский населённый пункт, деревня до 1941 года в составе Шарипского сельсовета Горецкого района Могилёвской области (Белоруссия), решением Горецкого районного исполнительного комитета в 1967 году исключена из учётных данных. Известна тем, что в 1851—1917 годах здесь активно работала еврейская земледельческая колония.

## Еврейская земледельческая колония
В середине XIX века царское правительство с целью привлечь еврейское население к сельскохозяйственному труду, решило организовать еврейские земледельческие колонии или как тогда говорили «посадить» евреев на землю. Для этого был создан при царском правительстве создан специальный комитет. Первые поселения в Горецком уезде были организованы в 1849 году в деревнях Сова и Рудковщина Горецкого уезда. В 1851 году была создана колония — поселение в деревне Верещаки, где жило несколько белорусских семей.
Вначале в колонии поселилось 9 семей евреев. Они имели 126 десятин земли, 14 лошадей и 15 коров. Когда о создании поселения стало известно в еврейских общинах Белоруссии, туда стали приезжать евреи из Орши, Дубровно, Витебска, Бобруйска и Минска. Например, родственники Ларри Кравитца, который в настоящее время живёт в США, приехали в Верещаки из Минска.
Исаак Аронов, отец которого жил в Верещаках вспоминал, что «…отец Мордух приехал в эту деревню из Бобруйска на штукатурные работы, да приглянулась ему местная девушка Цира Каган. Так и остался он в Верещаках, купив 2,5 десятины земли. После октября 1917 года его семье „прирезали“ ещё 1,5 десятины. Евреи деревни занимались кроме сельского хозяйства, ремеслом. Работало 3 сапожника, 3 кузнеца, один портной. Имелась одна красильня, одна соломорезка и одна маслобойка и сюда свозили свозили молоко и солому со всей округи».
Сохранились имена активных земледельцев из деревни Напрасновка — Берка и Хаим Трайнины, Беназир Финкильштейн.
В 1898 в Верещаках проживало 168 человек, которые работали на 120 дес. земли.

## В довоенный период
После октября 1917 года деревня Верещаки в составе Шарипской волости Горецкого уезда. Здесь работало крупнейшее еврейское земледельческое хозяйство в Горецком уезде, где проживало более 40 семей. Некоторые семьи имели там от 10 до 15 десятин, но были и те, у которых было всего по 2-3 десятины. В это время в деревни стали строить дома и селиться белорусы из окружающих деревень. В 1924 года в деревне проживало уже 54 семьи (269 жителей). В 1925 году 10 ремесленников Верещак входили в состав Горецкого районного еврейского ремесленно-кредитного общества «Еко», которое давало ремесленникам кредиты от 10 до 300 рублей под 2,5 % годовых
В 1924 году в Верещаках была открыта еврейская начальная школа, где училось 30 учеников. Учителем некоторое время в этой школе, где преподавание было на языке идиш, был Ицхак Каганов, который впоследствии стал известным поэтом на иврите.
Ицхак вспоминал, что после революции 1917 года в колонии многое изменилось: «…Дома в городке остались такими, как были, еврейскими домами, но дворы, улицы окончательно изменили свой вид: плуги, лошади, коровы, скирды соломы… Каждый еврейский юноша знал только одну специальность — сельское хозяйство, работа в поле, пахота, езда верхом на лошадях. Парни и девушки, мужчины и женщины, дети и старики. Я отдался целиком работе в еврейской школе и общественной работе в сельскохозяйственном городке. Стенная газета, редактором которой я был, получила в 1926 году первую премию во Всесоюзном соревновании…Но в июне 1926 года случилось нечто, что положило конец моему творчеству на идиш…». Летом 1926 года в деревне случился пожар, который уничтожил часть деревни. Пожар и гибель стихотворений во время пожара Ицхак воспринял как знак свыше — не писать больше стихи на идиш. И он уехал из Верещак.
В 1930 году в Верещаках был организован еврейский колхоз «Новый путь», в который вступило 17 семей (157 человек). Председателем колхоза был избран Мордух Аронов. Кроме сельского хозяйства жители Верещак активно занимались ремесленным производством, в частности работали в кузнице, которая обслуживала крестьян из местных деревень. Однако, в 1932 году кузница из-за недостатка угля и железа вынуждена была присоединиться к кооперативу кузнецов из Горок. В 1934 году еврейский колхоз в Верещаках был объединён с 8 колхозами соседних деревень. В состав колхоза вошла и кузнечная мастерская. В эти годы, в Верещаках стали селиться белорусы из окрестных деревень. В деревне была открыта семилетняя школа в которую приходили на учёбу дети из ближайших деревень. 5 июня 1939 года в этой деревне вновь произошёл пожар, который уничтожил 10 домов. На его тушение приехали пожарные расчёты из Горок и д. Романово.
В результате форсирования коллективизации и непродуманных мер по изъятию хлеба в колхозах в 1932—1933 годах в стране наступил голод. Коснулся он и Верещак. Из писем Ларри Кравитса, известно, что еврейские семьи выживали благодаря помощи своих родственников, которые присылали им доллары из США. На них можно было купить в Горецком районном магазине Торгсина (специализированных торговых предприятий по обслуживанию иностранцев) любые продукты.

## В годы Великой Отечественной войны
В начале войны военнообязанные мужчины деревни ушли на фронт. По данным музея ЯД ВАШЕМ и книги «Память. Горецкий район» на фронте погибли Додин С. З., Корольков П. Е., Кузовков М. Ф., Шапневский И. И.
В середине июля 1941 года, когда Горецкий район был оккупирован, в деревне Верещаки фашистами было организовано еврейское гетто. Постоянной охраны не было, но его периодически навещали полицейские из расположенного рядом, в деревне Шарипы, волостного полицейского участка. Евреям Верещак было приказали нашить на одежде жёлтые звёзды, никуда не уходить из деревни и фашисты потребовали, чтобы они работали бесплатно на полях местного колхоза.
Летом 1942 года(точная дата пока не установлена) фашисты приняли решение расстрелять узников гетто.
Бородоцкая Татьяна Васильевна рассказала журналисту Александру Литину и историку Иде Шендерович: «Я работаю учительницей математики в школе в деревне Юрково. Я родилась и жила в деревне Поташи. В детстве мы пасли коров недалеко от места расстрела, никакого обозначения на месте захоронения не было. А в 1986 г., когда я пришла работать в школу, уже появилась металлическая табличка.
Моя мама Кудрявцева Надежда Петровна, 1928 г. р. была свидетельницей расстрела евреев деревни Верещак. В 1942 г. маме уже было 13 лет. Она рассказывала, что однажды полицаи пришли за их соседкой Катей Кудрявцевой, которая знала немецкий язык и была переводчицей. Мама с ещё одной девочкой пошла вслед за соседкой в деревню Верещаки. Они не знали, что там должно было случиться. В Верещаках они увидели вырытую большую глубокую яму. Рядом установили пулемет. Говорили, что было только два немца. Были ли полицейские, мама не помнит. К яме согнали всех жителей деревни. Это были женщины, старики, дети, мужчин было совсем мало. Переводчица должна была сказать, чтобы евреи, по 10 человек заходили и ложились в ямы. Там их лежачих и расстреливали. Сопротивления не было. Когда всех расстреляли, кто-то эту яму закопал»
Согласно надписи на памятнике, был расстрелян 101 человек. Однако местные жители считают, что их было намного больше. В архиве музея Яд ва-Шем пока имеются данные о расстреле 30 человек
После освобождения Горецкого района в деревне жило несколько семей, но они переселились в ближайшие деревни и решением Горецкого райисполкома в 1966 году она была исключена из учётных данных. Еврейская община в деревне не восстановилась.

## Память
- На месте расстрела евреев Верещак установлен памятник.
- Имена погибших, которые были известны на 1.01.1995 г. внесены в книгу «Памяць. Горацкі раён» и выбиты на мемориальных плитах, установленных у памятника «Скорбящая мать» в Горках.
- Нина Ковалёва, член Союза писателей Беларуси, посвятила трагедии в этой деревни стихотворение «Верещаки»[16]